# YB (밴드)
YB는 대한민국의 록 밴드이다.
'윤도현 밴드'로 데뷔하고 활동하다가 2005년 밴드명을 'YB' 로 변경하여 활동하고 있다. YB로 변경한 이유는 함께 유럽 순회공연을 돌았던 영국 밴드 스테랑코가 "YB의 음악은 전 세계적으로 인정받을만 하나 밴드명을 부르기가 어렵다" 며 이름 변경을 권유해 팀명을 바꿨다. 'YB' 라는 명칭 자체는 2003년부터 사용했다.

## 활동

### 결성 및 초창기
1994년에 발매한 1집 《타잔/가을 우체국 앞에서》는 원래 윤도현의 솔로 앨범이다. 데뷔 첫 공연의 세션이었던 유병열(기타), 김진원(드럼), 박태희(베이스)와 함께 밴드를 결성하였고, 96년 개봉한 영화 《정글 스토리》에도 출연하게 된다. 1집 앨범에서 작·편곡과 세션으로 참여했던 강호정(건반, 프로듀서), 엄태환(하모니카, 어쿠스틱 기타)이 합류하여 97년 2집 《윤도현2 and Band》를 발표하고 밴드로서 본격적인 활동을 시작하였다. 강호정이 탈퇴하고 5인 체제가 된 밴드는 98년 3집 《소외》, 99년 4집 《한국 Rock 다시부르기》까지 매년 앨범을 발매하고 라이브 공연을 하면서 지명도를 넓혀나갔다. 이후 경제적인 문제와 여러 사정이 겹치면서 밴드를 잠시 해체하였다가 4집 수록곡 〈너를 보내고〉가 히트하면서 재결성되었다. 이 과정에서 엄태환과 유병열이 탈퇴하고, 당시 재즈 기타리스트로 활동하던 허준이 오디션을 통해 합류하여 4인 체제로 재편되었다. 그리고 첫 라이브 앨범인 《윤도현 밴드 Live》를 2000년 9월에 발매하였다.
2001년 허준이 기타를 맡아 처음 발매된 정규 5집 <Urbanite>는 <내게 와줘>, <박하사탕> 등이 어느 정도 히트를 기록했으나, 기존 유병열의 기타 주법과 미묘한 차이를 보인 허준의 기타연주를 낯설어하는 평론가들과 팬들의 비평이 이어지기도 했다. 이 시기 윤도현은 공연 위주의 활동에서 벗어나 방송 활동을 본격적으로 시작했고 MBC FM4U에서 <두시의 데이트 윤도현입니다>의 진행을 맡아 2003년 4월까지 진행했다.

### 2002년 FIFA 한일 월드컵
2002년 7월에 발매한 컴필레이션 앨범 《꿈★은 이루어진다》에 수록된 〈오 필승 코리아〉는 2002년 FIFA 한•일 월드컵의 응원가로 큰 인기를 얻으며 월드컵 열기의 상징이 되었다. 그동안 대중과 다소 거리감이 있던 윤도현 밴드는 축구대표팀의 4강 신화와 함께 단숨에 '국민 밴드'로 급부상하며 커다란 전환점을 맞게 되었다.
원래 〈오 필승 코리아〉는 밴드가 아닌 윤도현 개인이 참여한 한 기업의 CM송이었는데 이후 밴드의 곡으로 완전히 굳어졌다.
이와 같은 인기에 힘입어 같은 해 4월에 발매되었던 두 번째 라이브 앨범 《Live ll - Live Is Life》는 정규 앨범이 아님에도 불구하고 당시에는 극히 드문 40만 장 이상 높은 판매고를 올렸으며,
9월에는 MBC가 주관한 《2002년 남북예술인 평양공연》에 '윤도현악단'으로 소개되어 참가했다. 이는 북한에서 공연한 대한민국 최초의 록 밴드로 기록되었다. 2002년 KBS 가요대상에서 청소년이 뽑은 인기가요상, MBC 10대 가수 가요제에서 본상을 수상했다. 팀의 보컬이었던 윤도현은 KBS 2TV에서 윤도현의 러브레터의 진행을 맡는 등 대중적 활동의 폭이 넓어지는 계기가 되었다.

### 2003년 이후
2003년에는 6개월 동안 전국 32개의 도시를 도는 순회공연을 하였고, 2005년 3월 22일부터 4월 17일까지 당시 영국의 신인 밴드였던 '스테랑코(Steranko)'와 함께 런던, 프랑크푸르트, 베를린, 밀라노 등 4개국 7개 도시의 언더그라운드 클럽에서 공연하였다,
이 유럽 투어의 여정은 다큐멘터리 영화 《온 더 로드, 투(On The Road, Two)》로 제작되어 2006년에 개봉하였다. 이 시기에 밴드의 이름을 '윤도현 밴드'에서 스테랑코가 제안한 'YB'로 변경하였다
2005년 강산에 · 김C · 노홍철 등과 함께 전국 순회공연을 하고 앨범을 발매하는 등 꾸준히 활동을 지속하였다.
2005년경부터 영국인 기타리스트 스캇 할로웰이 객원 세션으로 활동하다가 2011년 정식 멤버가 되었고, 2011년 3월부터 8월까지 MBC 예능프로그램 《나는 가수다》에 출연해 준명예졸업이라는 좋은 성적을 거두며 2002년 이후 또 다른 전성기를 누리게 되었다.
2015년 데뷔 20주년 맞이하여 10월 서울을 시작으로 2016년 1월 중순까지 전국 14개 도시에서 《YB 20주년 콘서트 '스무살' (20-years)》 공연을 개최하였다. 20주년 콘서트를 앞두고 한 기자간담회에서 "월드컵과 나가수가 YB를 살렸다"라고 밝혔다.

## 구성원
- 윤도현 - 보컬
- 박태희 - 베이스
- 김진원 - 드럼
- 허준 - 기타

### 전 구성원
- 스캇 할로웰 (Scott Hellowell) - 기타 (2011~2024년)
- 유병열 - 기타, 활동당시 리더[6] (1997~99년)
- 엄태환 - 기타 (1997~99년)
- 강호정 - 건반 (1997년)
- 고경천 - 건반 (객원)
- DJ 썬댄스 (객원)

## 음반[7]

### 정규 앨범
- 1집 《타잔/가을 우체국 앞에서》 (1994년)[8]
- 2집 《윤도현 and Band》 (1997년)
- 3집 《소외》 (1998년)
- 4집 《한국 ROCK 다시 부르기》 (1999년)
- 5집 《An Urbanite》 (2001년)
- 6집 《YB Stream》 (2003년)
- 7집 《Why Be?》 (2006년)
- 8집 《공존》 (2009년)
- 9집 《Reel Impulse》 (2013년)
- 10집 《Twilight State》 (2019년)

### 비정규 앨범
- 캐롤 《[YB]stream⑥》 (2003년)[9]
- 싱글 《애국가》 (2005년)
- 싱글 《2006 YB 응원가》 (2006년)
- 싱글 《1178 (한반도 O.S.T)》 (2006년)
- 싱글 《Talk To Me》 (2008년)
- 미니앨범 《YB vs RRM》 (2010년)
- 싱글 《꿈을 뺏고 있는 범인을 찾아라》 (2011년)
- 미니앨범 《흰수염고래》 (2011년)
- 싱글 《정글의 법칙》 (2012년)
- 싱글 《Cigarette Girl (담배가게 아가씨)》 (2014년)
- 싱글 《스무살》 (2015년)
- 싱글 《꽃비》 (2016)
- 싱글 《Drifting Free》 (2018)
- 싱글 《Stay Alive (with the London Symphony Orchestra)》 (2018)
- 싱글 《SUM(숨∞) 아홉 번째 그린플러그드 공식 옴니버스 앨범 Part 1》 (2019)
- 싱글 《모범택시 OST Part 1 'SILENCE'》(2021)
- 싱글 《구필수는 없다 OST Part 1》 (2022)
- 싱글 《에픽세븐 OST 'Invincible'》 (2022)
- 싱글 《성난 고래의 노래》 (2022)
- 싱글 《약속 (Promise)》 (2023)
- 싱글 《Rebellion (feat. Xdinary Heroes)》 (2025)
- 미니앨범 《Odyssey》 (2025)

### 라이브 앨범
- 《윤도현 밴드 Live》 (2000년)
- 《Live Is Life》 (2002년)
- 《YB Live 3 - After 10 years》 (2007년)
- 《나는 나비 (YB 15주년 기념 Live Best)》 (2010년)

### 프로젝트 앨범
- 싱글 《MadMan》 - 리쌍 & YB (2012년)
- 싱글 《회상》 - 박정현 & YB (2013년)
- 싱글 《2015 DMC 페스티벌 주제곡》 - 조수미 & YB (2015년)

### 컴필레이션/참여 앨범
- 《A Tribute To 신중현》 - 〈이제 그만 가보자〉 수록 (1997)
- 《Tribute: 77 99 22》 - 〈나 어떡해〉 수록 (1999)
- 《A Tribute To 들국화 Vol. 1》 - 〈행진〉 수록 (2001)
- 《Red DeviL》 - 〈아리랑〉 수록 (2002)
- 《꿈★은 이루어진다》 - 〈오 필승 코리아〉 수록 (2002)
- 《박노해 시인 노동의 새벽 20주년 헌정 음반》 - 〈이 땅에 살기 위하여〉 수록 (2004)
- 《무한도전 올림픽대로 듀엣가요제》 - 안편한 사람들 〈난 멋있어〉 수록 (2009)
- 《승리를 위하여 Again 대한민국》 - 〈애국가〉 수록 (2010)
- 《Hahn Dae Soo 40th Anniversary `Rebirth`》 - 〈행복의 나라〉 수록 (2015)

### 나는 가수다 앨범
- 《나는 가수다 경연 1 `80년대 명곡 부르기》 - 〈나 항상 그대를〉 (2011. 3. 20)
- 《나는 가수다 경연 2. 서로의 노래 바꿔 부르기》 - 〈Dash〉 (2011. 3. 27)
- 《나는 가수다 경연 3-1 내가 부르고싶은 남의노래》 - 〈마법의 성 (더 클래식)〉 (2011. 5. 8)
- 《나는 가수다 경연 3-2 네티즌 추천곡》 - 〈Run Devil Run (소녀시대)〉(2011. 5. 22)
- 《나는 가수다 경연 4-1 내가 좋아하는 뮤지션의 곡 부르기》 - 〈해야 (마그마)〉 (2011. 5. 29)
- 《나는 가수다 경연 4-2. 청중평가단 추천곡》 - 〈새벽기차〉 (2011. 6. 12)
- 《나는 가수다 경연 5-1. 내가 부르고 싶은 노래》 - 〈커피한잔 (펄시스터즈)〉 (2011. 6. 19)
- 《나는 가수다 경연 5-2. 청중 평가단 추천곡》 - 〈빙글빙글 (나미)〉 (2011 7. 3)
- 《나는 가수다 경연 6-1. 이 무대에서 도전하고 싶은 노래》 - 〈빗속에서 (이문세)〉 (2011. 7. 10)
- 《나는 가수다 경연 6-2. 청중 평가단 추천곡》 - 〈크게 라디오를 켜고 (시나위)〉 (2011. 7. 24)
- 《나는 가수다 경연 7-1. 내가 부르고 싶은 노래》 - 〈삐딱하게 (강산에)〉 (2011. 7. 31)
- 《나는 가수다 경연 7-2. 청중평가단 추천곡》 - 〈내 사람이여 (이동원)〉 (2011. 8. 14)
- 《나는 가수다 호주 특별 공연》 - 〈붉은 노을 (이문세)〉 (2011. 10. 30)

## 수상 목록
- 제29회 한국방송대상 가수상
- 국회 대중문화 & 미디연구회 2002 국회대상 대중음악 부문상
- 2002 MBC 10대 가수 가요제 10대 가수상
- 2002 KBS 가요대상 청소년 부문 최고 가수상
- 2003 KMTV 코리안 뮤직 어워드(KMA) 올해의 가수상
- 2003 오늘의 젋은 예술가상 대중예술부문
- 제1회 월드 피스 뮤직어워드 세계 평화음악상
- 제15회 KBS 프로듀서상 가수부문
- 제13회 대한민국 연예예술대상 록부문 가수상
- 제3회 소리바다 베스트 케이뮤직 어워드 록밴드 상
- 2023년 KBS 연예대상 베스트 챌린지상
- 2024년 31주년 한터뮤직어워즈 2023 레전드 락 아이콘상